# レッドカード

これを描いたイラスト

レッドカード（英: red card）は、スポーツの試合において特に悪質な反則行為を行ったプレイヤーに対して、審判員が退場処分を言い渡す時に提示する赤いカードである。

## サッカー

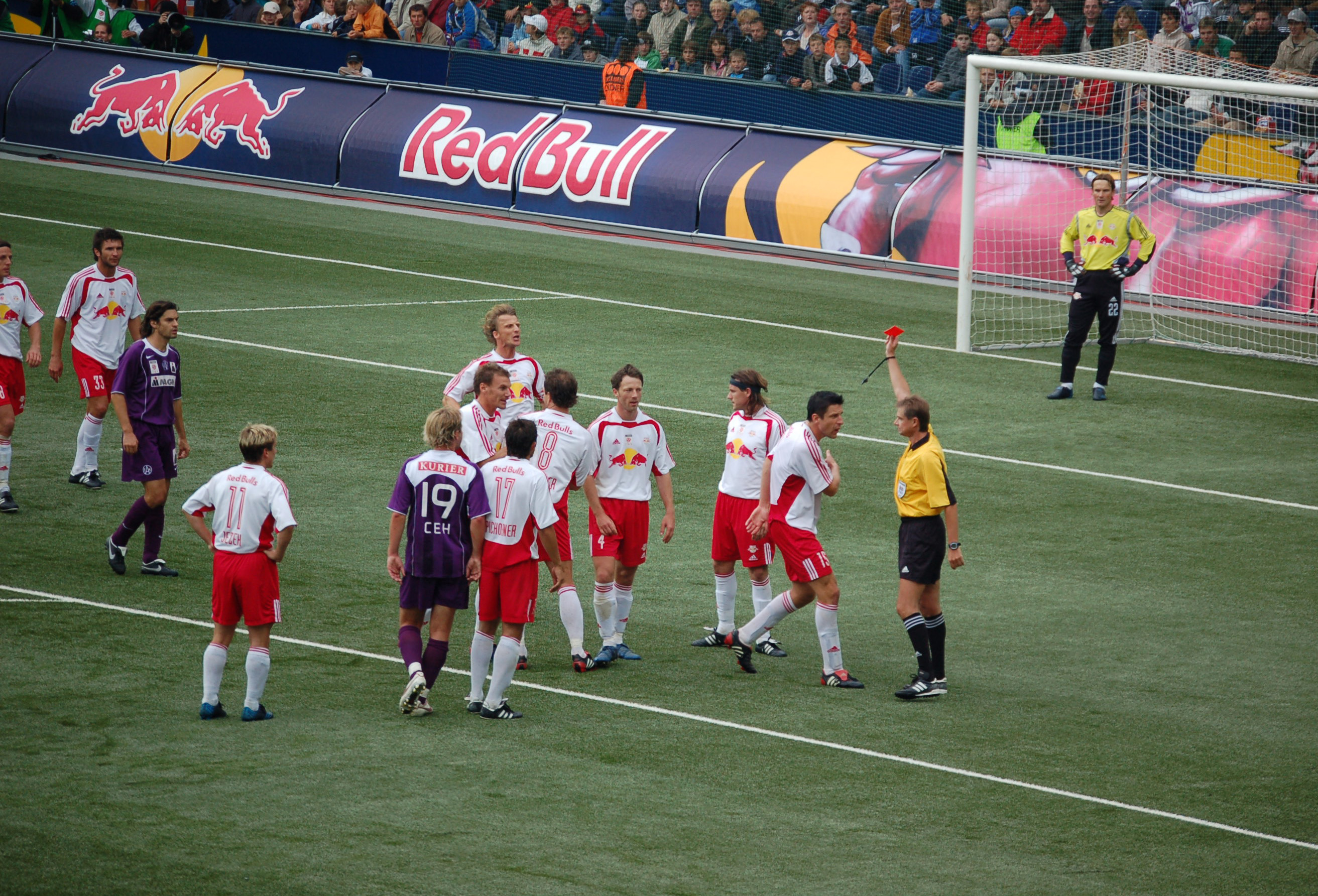
サッカーの試合でレッドカードを提示する審判

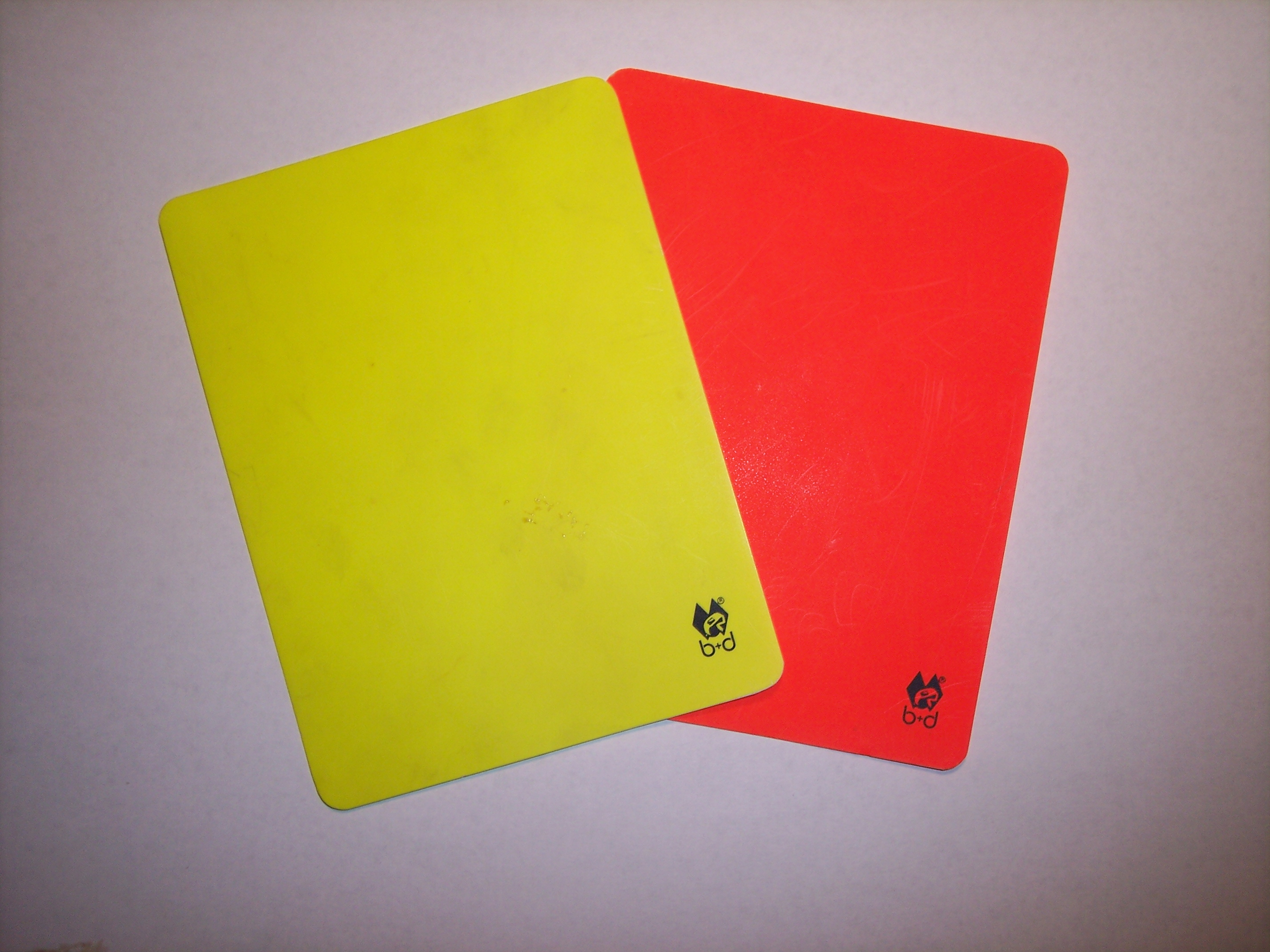
サッカーのイエローカードとレッドカード

サッカーの場合、特に悪質な反則行為を行ったプレイヤーに対して審判が退場処分を言い渡す時にレッドカードを提示する。

### ルール上の規定
レッドカードを提示する規定は国際サッカー評議会 (IFAB) が規定したサッカーのルールとなる「サッカー競技規則」 (Law of the Game) の「第12条 ファウルと不正行為」(Fouls and Misconduct) の「3.懲戒措置」において「レッドカードは（退場となる反則を犯した者が）退場が命じられたことを知らせるために用いられる」とされている。
同じ項目では、競技者、交代要員または交代して退いた競技者の「退場となる反則」の例として以下の行為を挙げており、これらの反則を犯した場合、退場を命じると規定している。
1. ハンドの反則を犯し、相手チームの得点または決定的な得点の機会を阻止する（自陣のペナルティーエリア内にいるゴールキーパーを除く）。
2. フリーキック（ペナルティーキックを含む）で罰せられる反則を犯し、全体的にその反則を犯した競技者のゴールに向かって動いている相手競技者の得点、または、決定的な得点の機会を阻止する。
3. 著しく不正なプレーを犯す。
4. 人を噛む、または人につばを吐く。
5. 乱暴な行為を犯す。
6. 攻撃的な、侮辱的な、または下品な発言や身振りをする。
7. 同一試合中に警告（イエローカード）を2回受ける（つまり再度のイエロー＝レッドカードになる）この場合、その試合1枚目のイエローカードも含め、累積警告は加算しない。
8. ビデオオペレーションルーム（VOR）に入る。

- 上記1.および2.の「決定的な得点の機会の阻止」に該当する場面を、英語の「Denying Obviously Goal Scoring Opportunity」の頭文字を取って "DOGSO"（ドグソ）と称する場合がある[2]。DOGSOに該当するかどうかは、「反則地点とゴールとの距離」「（反則がなかった場合に）ボールをキープできる、またはコントロールできる可能性」「プレーの方向」「守備側競技者の位置と数」が考慮される[3]。
  - 2016年の競技規則改正により、ペナルティーエリア内で反則を犯して決定的な得点機会を阻止しペナルティーキック（PK）となったときは、それがボールをプレーしようとしてなされたものだった場合退場ではなく警告が与えられることとなった。この改正は一つの反則で三重罰（PK、退場、次戦出場停止）が課されないようにするために行われた。ただし、相手を押さえたり引っ張ったり押したりした場合やボールをプレーする可能性がない状況で反則を犯した場合は退場となる。
  - 一方で、ハンドの反則により決定的な得点機会を阻止した場合は、反則が起きた場所に関係なく退場となるものとされていたが、2024年の競技規則改正により、ペナルティーエリア内でハンドの反則により決定的な得点の機会を阻止してPKとなった場合、それが意図的でないハンドの反則だった場合は退場ではなく警告が与えられることとなった[4]。
- 上記1.に関して、自陣のペナルティエリア内のGKならば、バックパスされたボールを手や腕で触れ得点を防いだとしても相手の間接フリーキックとなるのみでレッドカードは与えられない。しかし、2022年4月3日のモンティディオ山形対ファジアーノ岡山戦では、前半10分に山形の選手が出したバックパスがゴールに入りそうになりGKが手で防いだ際にレッドカードが提示され退場となった。これについては、競技規則適用のミスがあったとして再試合を行うこととなった[5]。2022年の改正では、競技規則の当該事項を明確化して改めてこの規則について周知徹底がなされている[6]。
- レッドカードを提示された（=退場となった）選手は「競技のフィールド周辺およびテクニカルエリア周辺から離れなければならない」とされている。すなわち、ロッカールームに引き返すなどしてフィールドから速やかに離れなければならない（ベンチ入りも許されない）。
- 合計で出場選手に対して最大5枚のレッドカードを提示されたチームは、敗戦扱いになる（没収試合）。これは最小競技者数の規定（7人以上）を下回ることになるからである。
- レッドカードの対象は「競技者、交代要員、交代して退いた競技者、またはチーム役員のみ」とされており、稀に試合終了後に退場処分を受けたり、試合に出場していないか交代を完了した選手も退場処分を受けるケースがある。前者では2008年4月26日の川崎フロンターレ対柏レイソル戦での小林祐三と李忠成[7]、2013年6月1日のアビスパ福岡対ロアッソ熊本戦でのオズマール[8]、2017年6月18日のザスパクサツ群馬対松本山雅FC戦での山岸祐也[9] の例、後者では2007年9月2日のサガン鳥栖対アビスパ福岡戦での柳楽智和[10] や2011年4月27日のUEFAチャンピオンズリーグ、FCバルセロナ対レアル・マドリード戦でのホセ・マヌエル・ピント・コロラド等の例がある。
- 「乱暴な行為」には相手選手への行為のみならず、スタジアム来場者への行為も含まれる。この行為で退場となった選手に2022年4月2日の鹿島アントラーズ対清水エスパルス戦でのディエゴ・ピトゥカがいる。ピトゥカは前項「交代を完了した選手」の退場事例にも該当[11]。
- アルゼンチン5部のクライポーレ対ビクトリアーノ・アリナスの試合終了後に乱闘騒ぎが起き、両チームの登録メンバー全員と用具係1人に計37枚のレッドカードが出されたことがある。
- 2019-20年の国際ルール改正により、コーチなど指導者に対してもレッドカードおよびイエローカードが提示されるようになり、選手の場合と同じ処分となる[12][13]。
- プレーの内容次第では、1枚目のイエローカードを受けた後でも一発レッドカードが提示されることがある。直近では2024年11月30日のジュビロ磐田対FC東京戦にて、FC東京の木本恭生が前半39分にイエローカードを提示された後、後半32分に上述のDOGSOの反則を犯し一発レッドカードを提示され退場となった事例がある[14]。

### 素材
市販されているレッドカードは、縦10.5 cm・横7.5 cmのプラスチック製のものが主流。表面の赤色は、視認性を考えて純色ではなく蛍光色となっている。裏面には、カードが提示された選手の背番号、提示理由、時刻を記入する欄入りのシールが貼られている。

### 収納場所
ドイツでは、審判はレッドカードをお尻のポケットにいれる。これは、通常イエローカードを入れる胸ポケットと収納場所を分けることによって、出し間違いを防止するためである。ドイツではレッドカードのことを「Arschkarte（尻カード）」という。

## ラグビー
15人制ラグビーユニオンでは、危険性の度合いやその審査過程において、試合中に以下のようにイエローカード、オフ・フィールド・レビュー、20分レッドカード、レッドカードがレフリーにより示される。

### イエローカード
イエローカードに相当する反則（妨害、不当なプレー、反則を繰り返すこと、危険なプレー、不行跡など）を犯した場合は、試合中10分間の一時退出（シンビン、Sin Bin）となる。その間、チームは1人欠けた人数で試合に臨むことになる。
7人制ラグビー（試合時間は前後半7分ずつ）のイエローカードは、2分間の退場。
シンビン制度は、日本では1996年（平成8年）9月14日から始まった。2002年（平成14年）には、6月1日から南半球で、8月1日から北半球でイエローカード・レッドカードが導入された。
1つの試合で同一選手が2回目のシンビン処分（イエローカード）を受けると、原則として試合終了までの退場処分（レッドカード）となる。

### レッドカード
ラグビーユニオン競技規則第9条の30に記載があり、レフリーが反則したプレーヤーに対しレッドカードを示し、そのプレーヤーは退場となる。退場となったプレーヤーについて交替や入替えはできない。その反則内容によっては、退場選手への追加処分（試合後の審議で決定される）が行われる。
実際に「カード」を用いたイエローカード・レッドカード判定は、2002年（平成14年）6月1日から南半球で、8月1日から北半球で導入された。
2024年から、レッドカードは原則として「20分レッドカード」となった。違反したプレーヤーは20分たっても復帰できないが、20分たった時点で他のプレーヤーが「交代」の形で復帰できる（元の人数に戻ることができる）。ただし、反則が故意で危険性が高いと判断された場合、反則を犯した選手は「完全なるレッドカード（フルレッドカード）」となり、20分たっても交代選手を出場させることができない（最後まで人数を欠いた状態になる）。

### オフ・フィールド・レビュー
オフ・フィールド・レビューは、危険な反則プレイをした選手に対し、レフリーがイエローカードを出し顔の前で両腕をクロスするアクションで示され、「少なくともイエローカード（Minimum Yellow）」となるもの。これにより、反則選手を10分間の一時退出をさせ（シンビン、Sin Bin）、8分間のうちにそれがレッドカード相当なのかを別室の審判員が裏で詳しく判定する。その結果、レッドカードへと格上げ（Upgraded）されることがある。危険度が高くないと判定されれば、通常のシンビン（イエローカード）となり、10分めには試合に復帰できる。sinは「罪」、binは「置き場」という意味の英語である。
このルールは、ビデオ判定「TMO」が行われる試合でのみ運用される。
何度かの試験的運営の後、ワールドカップ2023から本格導入され、この時は「ファウルプレーレビューオフィシャル」「TMOバンカー」「バンカーシステム」などと称していた。「オフィシャル」は審判員(団)のこと。
日本のリーグワンでは2023-24シーズンから、TMOを行う試合（DIVISION1とDIVISION2）で導入され、名称が「オフ・フィールド・レビュー」と変更された。その担当審判員を「ファール・プレー・レビュー・オフィサー（Foul Play Review Officer）」と言う。

### 20分レッドカード
オフ・フィールド・レビューによって、レッドカードとなった場合に適用される。退場後8分以内にレッドカードの判定を受けた当該選手は退場となるが、20分後に別の選手を試合に投入することを可能とする。このルールは、1人減ることで試合の面白さが損なわれることを考慮したものである。
危険度の高いラフプレーと判断された場合には、通常のレッドカード扱いとなり、選手を新たに投入できず、1人欠けたままとなる。
退場選手への追加処分（試合後の審議で決定される）は、通常のレッドカードと同様に行う。2020年からスーパーラグビーで導入され、日本のリーグワンでは2023-24シーズンから導入。
2025年8月1日から、世界中すべてのトップレベル大会および試合で「20分レッドカード」ルールを適用することが、ワールドラグビー理事会で決まり、2026年競技規則に採用されることになった。

## 他のスポーツ

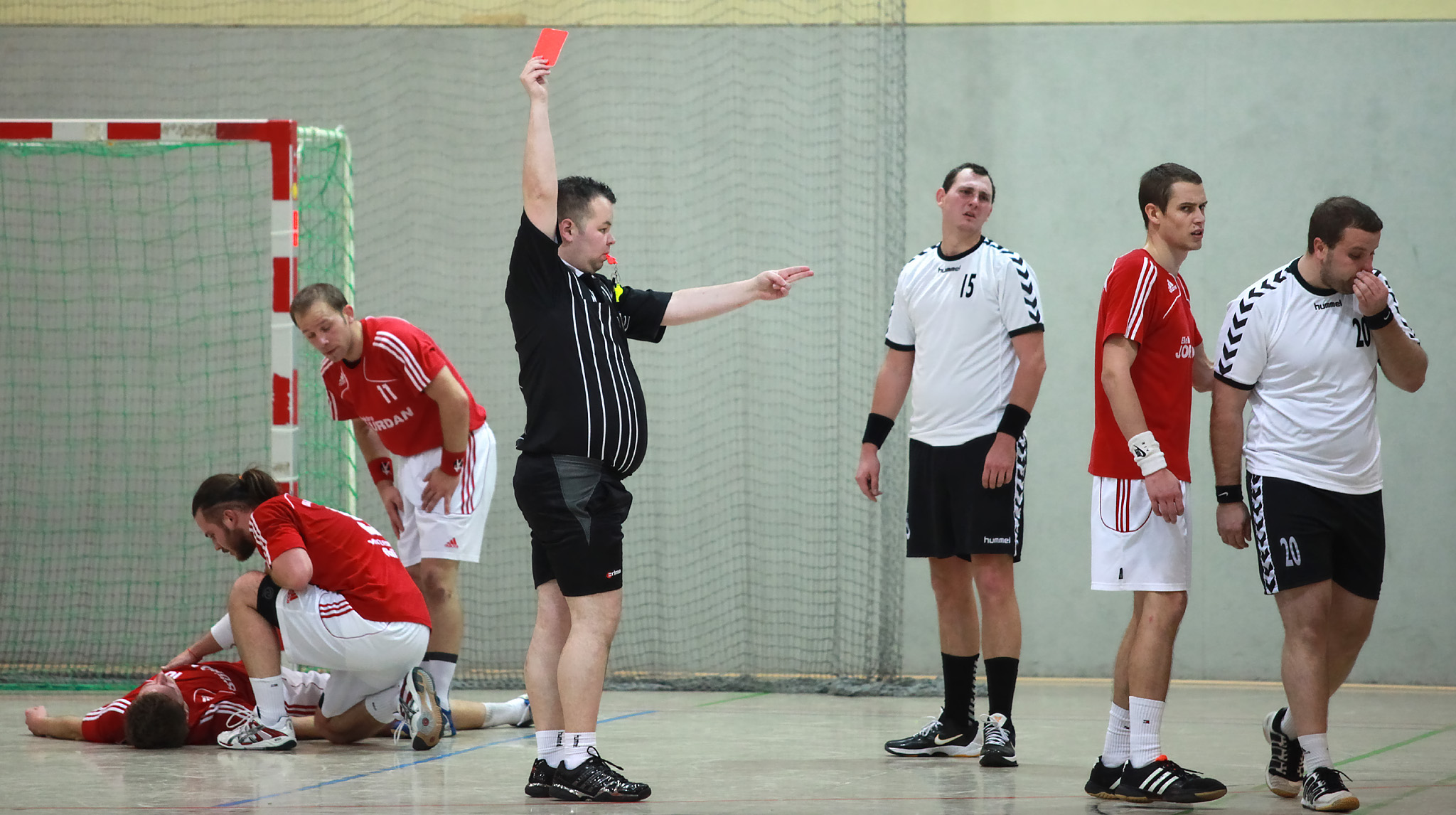
ハンドボールの試合でレッドカードを提示する審判

レッドカードはイエローカードとともに、サッカー以外でもラグビーやバレーボールなど、幅広いスポーツ競技で使用される。

### ハンドボール
ハンドボールでは「失格」と呼ばれ、競技中の罰則では最も重い処分となる。相手に危害を及ぼす行為や著しくスポーツマンシップに反する行為、3回目の退場（2分間の退場） に対して与えられる。
失格となった選手は、ベンチからも去らねばならないが、チームは2分後に別の選手を復帰させることができる。

### アイスホッケー
アイスホッケーにおいては、ラフプレーが起きた場合、大きく6段階のペナルティーが存在し、レッドカードに相当する、残存時間すべてが退場となる物としては「ゲームミスコンダクト・ペナルティー」と「マッチ・ペナルティー」があり、退場となった選手はベンチの外にある「ペナルティーボックス」に待機しなければならない。
1. ゲームミスコンダクト・ペナルティー　重大な反則行為、及び乱闘などのラフプレーを最初に犯した選手が対象で、この場合は退場者に代わるプレーヤーがすぐ出場できる。
2. マッチ・ペナルティー　これも同様に重大な反則行為、並びに乱闘などのラフプレーを最初に犯した選手が退場であるが、この場合は退場者は連盟の審査により処分が確定するまでは、次回の試合に出場することが一切できなくなる。また退場者に代わるプレーヤーは退場者がペナルティーボックスに入ってから5分後に出場することができる。

### バレーボール
主審からレッドカードが出たら相手チームに1点加え、サーブ権も移る。その他に退場等の、「イエローカードとレッドカードを同時に出す」「イエローカードとレッドカードを別々に出す」ペナルティ判断もあり、イエローカードとレッドカードが同時に出された場合は当該選手はそのセットの残りのプレーはできないことを意味し、イエローカードとレッドカードが別々に出された場合には当該選手を退場処分としたことを意味する。

### 陸上競技
陸上競技でも主にトラック競技で使われており、2011年の世界陸上大邱大会では、女子400m走予選で北京五輪金メダルの選手がフライングで失格となった際に審判がレッドカードを手にし当該選手に提示したシーンが国際映像で配信されている。
競歩では同一競技者に対して3人以上の審判からレッドカードが出された場合に競技者は失格となる。

### 格闘技
パンクラスでは、レッドカードを提示された場合は、減点3となり失格にはならない。

## 比喩的表現
転じて、禁止行為、退場処分、出入禁止処分、営業停止処分などについて「レッドカード」の比喩も用いられる。
また、埼玉県警察は軽微な違反をした自転車運転者に対し、指導・警告として「自転車レッドカード」を交付している。